# Lunar InfraRed imaging
Lunar InfraRed imaging, plus connu par son acronyme LunIR (anciennement SkyFire), est un nano-satellite de format CubeSat 6U de 14 kilogrammes sélectionné par la NASA et développé par les sociétés Tyvak Nano-Satellite Systems (filiale de Terran Orbital fournissant la plateforme) et Lockheed Martin (fournisseur de l'unique instrument). Le satellite doit permettre d'évaluer le recours à des satellites miniaturisés pour des missions scientifiques dans l'espace interplanétaire en effectuant des mesures lors de son survol de la Lune. LunIR embarque une caméra fonctionnant dans l'infrarouge moyen refroidie par un réfrigérateur mécanique fortement miniaturisé. Cet instrument innovant présente la particularité de pouvoir effectuer des relevés aussi bien sur la face éclairée que sur la face nocturne de la Lune grâce à sa capacité à fonctionner à une température ambiante beaucoup plus élevée que les instruments de ce type. Le satellite a été placé en orbite au cours du premier vol de la fusée Space Launch System (mission Artemis 1) en novembre 2022. La mission est développée dans le cadre du programme NextSTEP (Next Space Technologies for Exploration Partnerships) de la NASA qui est un partenariat avec des entités commerciales destiné à développer de nouvelles technologies permettant d'étendre la durée et les capacités des missions se déroulant dans l'espace profond.